# Alt risc
Alt risc (títol original:  Black Dog) és una pel·lícula estatunidenca d'acció de 1998, dirigida per Kevin Hooks i protagonitzada per Patrick Swayze, Randy Travis, i Meat Loaf. Ha estat doblada al català.

## Argument
Jack Crews (Patrick Swayze) és un camioner que va perdre el permís de conduir quan va ser condemnat a la presó a causa d'un accident.
En la seva llibertat condicional, Crews treballa com a mecànic en un taller als molls de Jersey City i viu de forma modesta, però se sent feliç amb la seva dona i filla, de tal forma que rebutja una proposta de 10.000 dòlars per transportar un carregament desconegut des d'Atlanta, ja que si fos descobert amb aquesta mercaderia seria el passaport per a la presó.
Crews al saber que si no paga els 9.000 dòlars de la hipoteca de la seva casa, aquesta serà embargada i haurà d'anar a viure a un altre lloc amb la família, decideix acceptar l'arriscada oferta.
Quan arriba a Atlanta coneix Red (Meat Loaf), que posseeix un taller de camions, i Earl (Randy Travis), Sonny (Gabriel Casseus) i Wes (Brian Vincent), que seran els seus acompanyants en el viatge. Durant el viatge tenen lloc algunes coses inexplicables, mentre Red intenta obtenir el carregament i matar Jack. Jack acaba per descobrir que transporta armes il·legals, i que el seu cap és un corrupte que prepara un gran negoci, en vendre-les.
La situació és cada vegada més complexa i ell ha de lluitar contra tot i tots per sobreviure i reeixir salvar a la seva família, que acaba sent ostatge del seu cap.
A la fi del viatge, Crews arriba a un moll de Nova Jersey, on troba la seva família retinguda pel seu cap. Després de rescatar la seva família i de lliurar-li a l'FBI el carregament d'armes, recupera el carnet, que li és lliurat pels agents Ford (Charles Dutton) i McClaren (Stephen Tobolowsky). No obstant això, poc després, mentre Jack i la seva família surten del moll en el camió, són interceptats per Red, que intenta per última vegada matar Jack. Després d'una persecució pel moll Red perd el control del seu camió i s'estavella i després és copejat per un tren.

## Repartiment
- Patrick Swayze (Jack Crews)
- Meat Loaf (Red)
- Randy Travis (Earl)
- Gabriel Casseus (Sonny)
- Brian Vincent (Wes)
- Graham Beckel (Cutler)
- Brenda Strong (Melanie Crews)
- Charles Dutton (Agent Ford)
- Rusty De Wees (Junyr)
- Cytil O'Reilly (Vince)
- Stephen Tobolowsky (Agent McClaren)
- Erin Broderick (Tracy Crews)
- Lorraine Toussaint (Avery, FBI)

## AL voltant de la pel·lícula
- Una vintena de camions van ser utilitzats per a aquest film en escenes de perill de súper pesants americans. Aquestes escenes de perill són ben bé la clau de l'espectacle.
- Entre els actors, una mostra de cantants americans (Patrick Swayze, Randy Travis…)
- El títol del film ve d'un somni que tindrien els conductors que arrisquen massa fins al límit de la seva resistència física, un gos negre que els agredeix, just abans l'accident.
- Crítica: «Molta acció i molts trets sense cap sentit. Dolenta»[3]